# Notodiaptomus amazonicus
Notodiaptomus amazonicus is een eenoogkreeftjessoort uit de familie van de Diaptomidae. De wetenschappelijke naam van de soort is voor het eerst geldig gepubliceerd in 1935 door Wright S..